# Виктор Амбарцумян
Виктор Амазаспович Амбарцумян (на арменски: Վիկտոր Համբարձումյան; на руски: Ви́ктор Амаза́спович Амбарцумя́н) е арменски и съветски астроном, един от основоположниците на теоретичната астрофизика.
Той е основател на Бюроканската астрофизическа обсерватория (1946) в Армения. Член-кореспондент (1939) и академик (1953) на Академията на науките на СССР (днес: Руска академия на науките). Вицепрезидент (1943) и президент (1947 – 1993) на Арменската академия на науките. Президент на Международния астрофизически съюз (1961 – 1964).
Почетен или чуждестранен член на редица национални академии на науките (включително и на Българската академия на науките). Лауреат на Сталински награди (1946, 1950). Награждаван е с престижни награди от Френската академия, Британското кралско научно дружество и други.
Малката планета номер 1905 е наименувана на Амбарцумян.
1. 1 2  Арменска съветска енциклопедия.